# Prix Witold Lipski
Le prix Witold Lipski est un prix informatique créé en 2005 par Krzysztof Apt, Wiktor Marek et Mirosław Truszczyński pour promouvoir l'excellence dans la recherche théorique et appliquée en informatique en Pologne et de commémorer son parrain, Witold Lipski, un informaticien polonais.

## Histoire
Le prix est créé en 2005, année marquant le vingtième anniversaire de la mort prématurée de Lipski, par Krzysztof Apt, Wiktor Marek et Mirosław Truszczyński, trois informaticiens polonais vivant à l'étranger, en collaboration avec la Fondation polonaise pour la recherche en informatique, en coopération avec la section polonaise de l'Association pour les machines à calculer et la Société polonaise d'informatique,,.
En 2021, les initiateurs du prix, rejoints par Tomasz Imieliński et Celina Imielińska, proposent d'élargir le champ d'application du prix pour souligner l'importance de l'informatique appliquée. Un nouveau sponsor soutient le prix et deux domaines thématiques dans lesquels le prix sera décerné sont définis : l'informatique théorique et l'informatique appliquée.